# Fabian Thülig
Fabian Thülig (* 21. September 1989 in Bonn, Nordrhein-Westfalen) ist ein ehemaliger deutscher Basketballspieler. Der 1,98 m große Spieler stand beim deutschen Basketballbundesligisten Telekom Baskets Bonn unter Vertrag. Seit der Saison 2008/2009 bis 2011 spielte Thülig ebenfalls per Doppellizenz für den Pro B und späteren Pro A Ligisten SOBA Dragons Rhöndorf. Im Laufe der Saison 2010/2011 wurde er fester Bestandteil des Kaders der Telekom Baskets und stand zum Ende der Saison mehrmals in der Starting Five der Baskets. Ab der Saison 2011/2012 lief er nur noch für die Telekom Baskets Bonn auf. Nach Ablauf der Saison 2012/2013 bat Thülig darum seinen Vertrag aufzulösen, um den Verein verlassen zu können. Er begründete dies mit dem Wunsch, sich in Zukunft vermehrt auf sein Studium konzentrieren zu wollen. Zur Saison 2013/2014 schloss sich Thülig schließlich erneut den Dragons Rhöndorf in der Pro B an, für die er bereits von 2009 bis 2011 spielte. Nach Abschluss der Spielzeit 2014/15 erklärte Thülig seinen Rücktritt vom Leistungssport.
Sein jüngerer Bruder Timo Thülig spielt ebenfalls Basketball und stand für die NBBL Saison 2009/2010 im Kader der SG Bonn / Rhöndorf.

## Erfolge
- Teilnahme des Top4 Turniers der U19-Mannschaften
- Berufung in die U-18-Nationalmannschaft
- Berufung in die U-20-Nationalmannschaft
- Vizemeister 2007/2008 mit den Telekom Baskets Bonn
- Vizepokalsieger 2008/2009 mit den Telekom Baskets Bonn
- Vizemeister 2008/2009 mit den Telekom Baskets Bonn
- Meister der Pro B 2009/2010 mit den Dragons Rhöndorf
- Auszeichnung zum „Youngster des Monats“ Dezember 2010 der Pro A